# Helly Cherry
Helly Cherry је српски веб-магазин посвећен алтернативној и андерграунд култури. Основан је 20. маја 2003. године и представља један од најдуговечнијих и најутицајнијих портала овог типа у региону бивше Југославије. Оснивач и главни уредник је новосадски новинар Ненад Поповић. Магазин се фокусира на промоцију независних уметничких сцена, са посебним нагласком на музику, филм, стрип и књижевност.

## Историјат
Helly Cherry је покренут у време када је дигитална медијска сцена тек настајала на овим просторима, позиционирајући се као дигитални наследник традиције штампаних фанзина. За разлику од многих сличних пројеката из тог периода који су се угасили, Helly Cherry је успео да одржи континуитет у раду и данас је један од ретких активних представника те генерације. У првим годинама функционисао је као месечник, да би касније прешао на модел свакодневног објављивања садржаја како би адекватније пратио динамику културних дешавања.
Своју петнаесту годишњицу, 2018. године, магазин је обележио објављивањем два бесплатна електронска издања: друго, допуњено издање књиге „Приче о спотовима” и стрип-издање које окупља најбоље епизоде хумористичног стрип серијала. У октобру 2022. године, уочи двадесетогодишњице постојања, оснивач Ненад Поповић дао је интервју за црногорски недељник „Монитор”, у којем је сумирао дотадашњи рад и истакао значај борбе за видљивост поп културе у друштву.

## Концепт и уређивачка филозофија
Уређивачка филозофија магазина заснована је на принципима „уради сам” (DIY) културе, што подразумева независност од великих издавачких кућа и комерцијалних утицаја. Овај приступ је препознат и цењен међу самим уметницима, који виде Helly Cherry као аутентичну платформу која промовише стваралаштво из ентузијазма, а не из комерцијалних побуда.
Кључни стубови садржаја су:
- Промоција нових аутора: Магазин има стално отворене конкурсе за демо бендове, ауторе кратких прича (фантастика, научна фантастика, хорор), стрип цртаче и ауторе кратких филмова.[4] Овим се пружа медијски простор неафирмисаним уметницима из свих земаља бивше Југославије. Многи бендови су управо на овом порталу добили прву медијску пажњу.[3] Рубрике попут „Profajler” (за бендове), „Littera” (за књижевност), „Artcore” (за стрип) и „HC bioskop” (за филм) директно су посвећене овом циљу.[4]
- Децентрализација културе: Један од главних циљева магазина је извештавање о културним дешавањима изван великих центара попут Београда, Новог Сада и Ниша. Редовно се објављују прилози о догађајима у Пироту, Горњем Милановцу, Свилајнцу, Зајечару, Ужицу, Чачку и другим мањим срединама, чиме се локалне сцене чине видљивијим широј јавности.[1]
- Ауторски и критички приступ: Садржај се састоји од ауторских текстова: детаљних интервјуа, рецензија, колумни и тематских анализа.[1] Уредништво негује критички став према културним појавама, без цензуре и комерцијалних условљавања.
- Међугенерацијска сарадња: Редакцију чини велики тим сарадника различитих генерација, од оних у двадесетим до оних у педесетим годинама.[2] Према речима оснивача, овај спој „наложености, зрелости и искуства” омогућава квалитетан пренос информација и динамичан приступ темама.[1]

## Пријем и културни утицај
Захваљујући вишедеценијском континуитету и доследности, Helly Cherry је стекао репутацију поузданог и утицајног медија у домену алтернативне културе. Утицајни хрватски издавач Geenger Records описао га је речима: „У мору регионално-интернетског траљавог писања о глази, Helly Cherry суверено зрачи квалитетом, знањем и преданошћу.”
Портал Get on the Stage га описује као „један од ретких преживелих светионика алтернативне мисли”, док га фанзин Princip истиче као важан медиј који је задржао „оштрицу и критичност”. И сам оснивач, Ненад Поповић, у интервјуу за портал eXxxperiment објашњава своју мотивацију речима: „Пристојност ме тера у андерграунд”, алудирајући на то да је алтернативна сцена уточиште од свеприсутног примитивизма и неукуса.